# Rußberg (Rietheim-Weilheim)
Rußberg ist ein Weiler des Ortsteils Rietheim in der Gemeinde Rietheim-Weilheim im Landkreis Tuttlingen in Baden-Württemberg und als Appellativum gebrauchter Flurname.
Der Weiler liegt bei 875 m ü. NN auf der Hochfläche der Schwäbischen Alb. Etwa 80 Menschen wohnen in einem losen, aber größtenteils auf drei Zentren gefassten Weiler. Rußberg gehörte politisch zur selbstständigen Gemeinde Rietheim im württembergischen Oberamt Tuttlingen. Durch Gemeindezusammenschluss am 1. Januar 1975 kam der Weiler zur neugebildeten Gemeinde Rietheim-Weilheim. Es gibt zwei Gaststätten. Außerdem besteht im Winter eine 13 km lange Loipe. Der Ort liegt am Schwäbische-Alb-Nordrand-Weg.
Der Weiler wird in Süd-Nord-Richtung von der Gemeindeverbindungsstraße zwischen Tuttlingen und der L 438 (Gemarkung Dürbheim) durchzogen, welche gleichzeitig den kürzesten Weg zwischen den benachbarten Kreisstädten Tuttlingen und Balingen darstellt. Richtung Westen überwindet eine gut ein Kilometer lange Gemeindeverbindungsstraße die über 150 Höhenmeter zum Rietheimer Ortsteil „Höfle“. Richtung Osten gibt es einen ungesicherten Weg ins Ursental nach Nendingen.